# Charles Munch
Pour les articles homonymes, voir Munch et Münch.

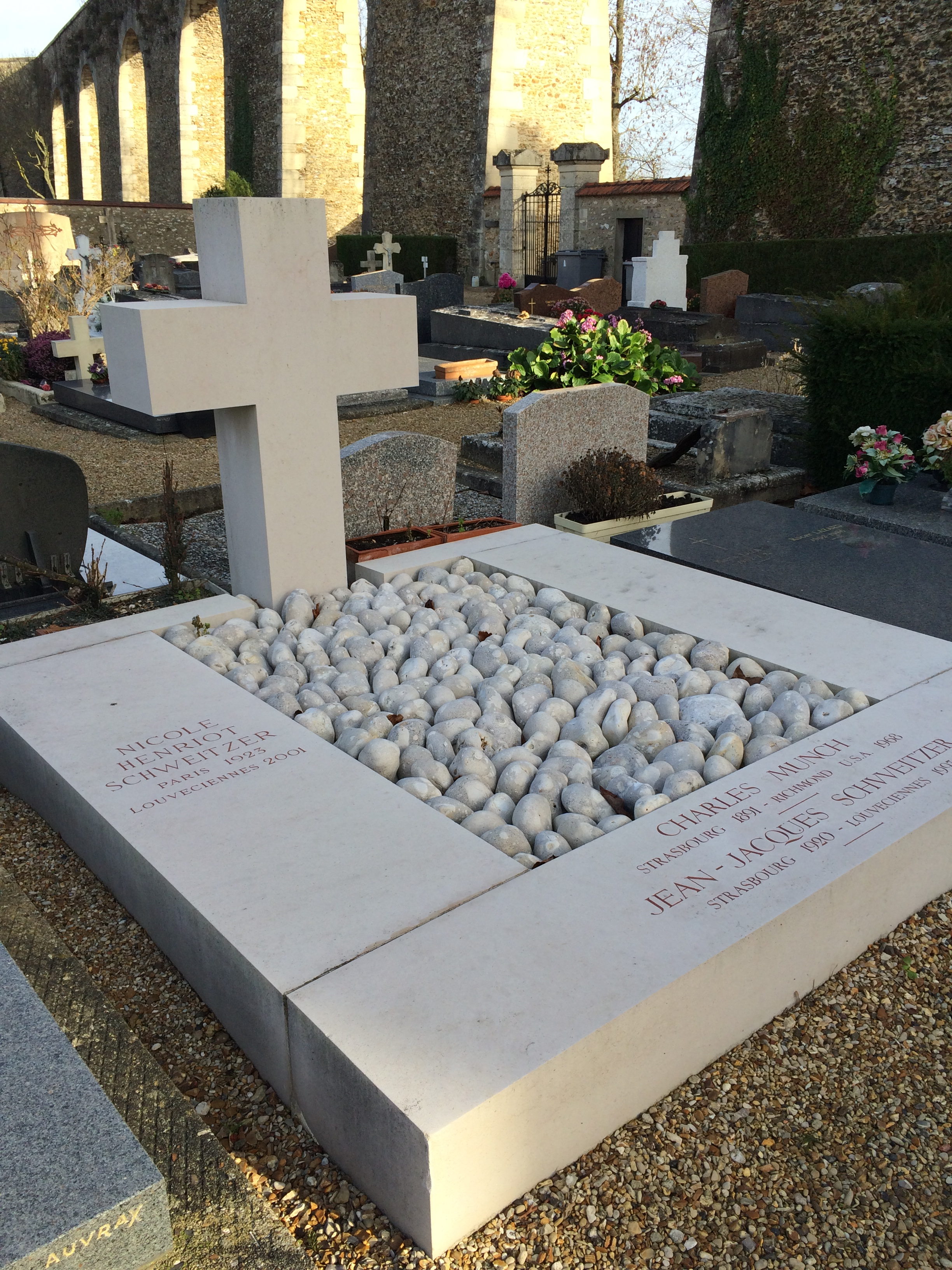
Sépulture de Charles Munch au cimetière des Arches à Louveciennes (78)

Charles Munch, né Charles Münch le 26 septembre 1891 à Strasbourg et mort le 6 novembre 1968 à Richmond (Virginie), est un chef d'orchestre français, né allemand.

## Biographie

### Famille et jeunesse
Né dans une famille de musiciens originaire de Niederbronn-les-Bains, commune dont le collège porte maintenant son nom, Charles Münch fait ses premières armes au violon dès l'âge de 5 ans avec son père Ernest Münch et au conservatoire de sa ville natale. Son père est le fondateur du chœur de Saint-Guillaume à Strasbourg. L'organiste Eugène Münch est son oncle.
En 1905, il rencontre Vincent d'Indy venu à Strasbourg. Il étudie le violon avec Lucien Capet à Paris, malgré une inscription à la faculté de médecine. Il effectue un stage avec Carl Flesch à Berlin. 
Mobilisé dans l'armée impériale durant la Première Guerre mondiale, il est gazé à Verdun en 1916.

### L'entre-deux-guerres
En 1919, à la signature du traité de Versailles, il devient citoyen français et l’ü de « Münch » perd son tréma. Jusqu'en 1925, il est professeur de violon au conservatoire de Strasbourg et premier violon à l'orchestre municipal, sous la direction de Guy Ropartz.
De 1925 à 1932, il est premier violon solo de l'orchestre du Gewandhaus de Leipzig sous la direction de Wilhelm Furtwängler et Bruno Walter. À cette occasion, il étudie la direction d'orchestre et fait ses débuts lors d'un concert historique. 
De retour en France, il dirige quelques concerts en louant, grâce au soutien financier de son épouse Geneviève Maury (1886-1956), les services de l'orchestre des concerts Straram avant de prendre en 1935 la direction de l'orchestre philharmonique de Paris, ensemble constitué à l'initiative d'Alfred Cortot. L'été, il assure les concerts de la saison à Biarritz. Il est nommé professeur de violon à l'École normale de musique de Paris (1936).
Il est invité à Berlin par la Société internationale de musique contemporaine (1937). En 1938, il est nommé directeur de l'orchestre de la Société des concerts du Conservatoire, avec lequel il enregistre la musique de nombreux films français (notamment celle des Enfants du paradis). En 1939, il est nommé professeur de direction au Conservatoire de Paris et fait ses débuts aux États-Unis avec l'orchestre symphonique de Saint-Louis.
À la fin de la Seconde Guerre mondiale, en 1945, il reçoit la Légion d'honneur pour son rôle de résistant durant l'Occupation. Il fait ses débuts à Prague avec l'orchestre philharmonique tchèque. 
Il effectue ses premiers enregistrements pour Decca en 1946 avec l'orchestre de la Société des concerts du Conservatoire (30 disques). La même année est celle de sa première tournée américaine et canadienne.
En 1948, il mène une tournée triomphale aux États-Unis et au Canada à la tête de l'orchestre national de la RTF, ce qui le fait connaître et lui vaudra son engagement à Boston.

### Boston
En 1949, il effectue une autre tournée aux États-Unis avec l'orchestre philharmonique de New York et l'orchestre symphonique de Boston, dont il devient le directeur musical en 1949, succédant ainsi à Serge Koussevitzky. Dès lors, une grande amitié liera Charles Munch et « son » orchestre de Boston. 
En 1952, l'orchestre symphonique de Boston effectue avec son chef sa première tournée européenne (Dublin, Édimbourg, Prague, Vienne, Paris, Chartres, Strasbourg). 
En 1955, il participe au festival de Salzbourg et dirige l'orchestre philharmonique de Vienne. L'année suivante, l'orchestre symphonique de Boston se rend en tournée en Europe et en Union soviétique dans un contexte de guerre froide. C'est le premier orchestre occidental à se faire entendre à Leningrad et Moscou. De 1956 à 1958, il est également président-chef d'orchestre des Concerts Colonne.
Il tourne au Japon et en Australie en 1960.

### Orchestre national de France et Orchestre de Paris

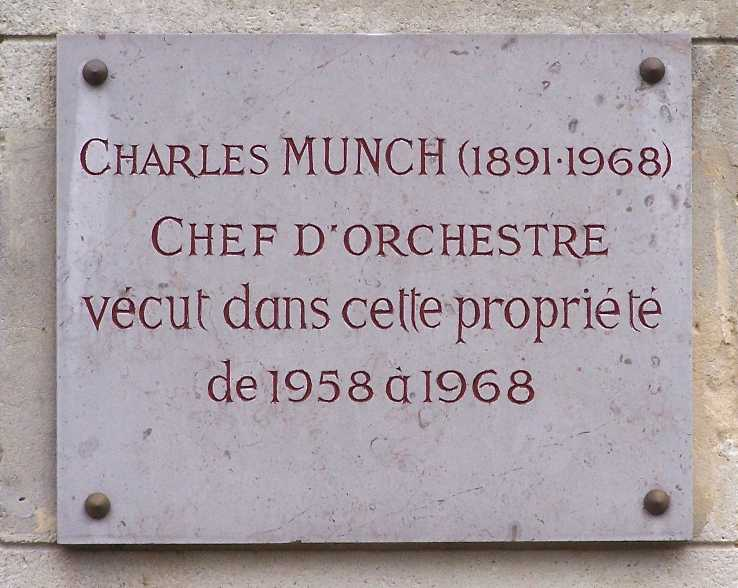
Plaque commémorative place Émile Dreux au village de Voisins à Louveciennes (Yvelines).

En mai 1962, Munch quitte son poste à Boston après une tournée d'adieu en Extrême-Orient et au Japon. Il revient en France, pour y diriger notamment l'orchestre national de France. Il devient président de l'école normale de musique.
En 1967, à l'initiative d'André Malraux, il est appelé à diriger le tout nouvel Orchestre de Paris (après la dissolution de l'orchestre de la Société des concerts du Conservatoire) dont il devient le directeur musical. L'orchestre part en tournée à l'étranger, notamment en Union soviétique, où la santé de Munch se dégrade. Il est remplacé pour certains concerts par Paul Paray. 

### Mort
Lors d'une tournée triomphale aux États-Unis avec l'Orchestre de Paris (New York, Philadelphie, Washington, etc.), il meurt d'une crise cardiaque le 6 novembre 1968 à Richmond.
Il est inhumé au cimetière des Arches de Louveciennes (partie ancienne) ; dans la même tombe repose sa nièce par alliance, la pianiste Nicole Henriot-Schweitzer (1925-2001).

## Notoriété
Charles Munch est certainement l'une des personnalités les plus marquantes de la direction d'orchestre du XXe siècle : d'une grande élégance, il dégageait une énergie sans bornes, faisant de chacun de ses concerts « un événement, une occasion ».

## Répertoire
Ses interprétations de la musique française, des romantiques et post-romantiques (Georges Bizet, Hector Berlioz, César Franck, Édouard Lalo, Ernest Chausson, Camille Saint-Saëns) aux compositeurs de son temps (Albert Roussel, Gabriel Fauré, Maurice Ravel, Arthur Honegger, Darius Milhaud), sont de véritables trésors, témoignant de la vitalité et de la fraîcheur de sa direction. Il était également un grand interprète de la musique allemande, tout particulièrement Beethoven, Schumann, Brahms, Mendelssohn et Richard Strauss. Parmi ses œuvres de chevet figurent La Mer de Claude Debussy, Daphnis et Chloé de Maurice Ravel ainsi que les œuvres d'Hector Berlioz qu'il enregistra à plusieurs reprises.
Il se fit également un fervent interprète de la musique de Henri Dutilleux dont il créa la Seconde Symphonie "Le Double" en 1959 à Boston, et qu'il enregistra dans les années 1960 avec l'Orchestre des Concerts Lamoureux. En outre, il grava en 1967 avec l'Orchestre National de l'ORTF une mémorable version des Métaboles.

## Hommages
Jacqueline de Romilly a consacré à Charles Munch plusieurs pages de son livre Jeanne. Elle y évoque les relations amicales que sa mère et elle entretenaient avec celui qu'elle ne nomme pas et qu'elles surnommaient affectueusement « le brigand ».
Jacqueline de Romilly revient sur cette amitié dans Les Roses de la solitude, et l'évoque encore rapidement dans un entretien radiophonique.

## Discographie
- Bizet, Symphonie en ut ; Jeux d'enfants ; Patrie - Orchestre national de l'ORTF (1967, LP Guilde Internationale du Disque, SMS 2495 / rééd. sans Patrie, mais avec Suites de Carmen, Petite suite, etc. CD Edito Service-Atlas) (OCLC 54797029 et 658791605). Grand Prix du Disque Académie Charles Cros.
- Dukas, L'Apprenti sorcier, Orchestre symphonique de Boston (Sony Classical) ;
- Berlioz, Roméo et Juliette, L'Enfance du Christ, Requiem, Les Nuits d'été, La Damnation de faust, Harold en Italie... Orchestre symphonique de Boston, Coffret de 8 CD RCA report Sony music 2003 ;
- Berlioz, Symphonie fantastique op. 14, Orchestre de Paris, La Voix de son maître (EMI) CVAP2037 (1967) ;
- Beethoven Concerto no 1 pour piano et orchestre avec Sviatoslav Richter Boston Symphony Orchestra RCA (1960)
- Les Derniers Enregistrements Orchestre de Paris, La Voix le son de son maître 1969, Honegger ; Ravel